# Jonas Baumann
Pour les articles homonymes, voir Baumann.
Jonas Baumann, né le 27 mars 1990 à Lohn, est un fondeur suisse, spécialiste des courses de distance.

## Carrière
Membre du club Tambo Splügen, il prend part à ses premières courses officielles de la FIS en 2006 et dispute en 2007 le Festival olympique de la jeunesse européenne, puis les Championnats du monde junior en 2008, 2009 et 2010, signant son meilleur résultat lors de cette dernière édition sur la poursuite, avec le huitième rang.
Jonas Baumann a fait ses débuts en Coupe du monde en décembre 2009 à Davos et marque ses premiers points quatre ans plus tard lors du Nordic Opening à Kuusamo avec le 23e temps sur la poursuite en style libre (15 kilomètres). Il a pris part aux Jeux olympiques de Sotchi, son premier grand championnat international, en 2014. Il y est 28e sur le skiathlon, 24e sur le 15 km classique et 7e avec le relais. Lors de la saison 2014-2015, il améliore ses performances d'une telle façon qu'il atteint pour la première fois le top 10 avec sa huitième place sur le prologue du Tour de ski, épreuve dont il termine 23e.
Aux Championnats du monde 2017, à Lahti, le Suisse obtient ses meilleurs résultats lors de mondiaux avec une treizième place au skiathlon et une quatrième place en relais. En 2017, il signe aussi deux onzièmes place sur quinze kilomètres dans la Coupe du monde à Otepää (classique) et Davos (libre).
Aux Jeux olympiques d'hiver de 2018, à Pyeongchang, ses résultats sont plus lointains, terminant 37e du skiathlon et dixième avec le relais.
Aux Championnats du monde 2019, à Seefeld in Tirol, il obtient encore un résultat dans le top vingt, réalisant le 14e temps sur le quinze kilomètres classique.

## Palmarès

### Jeux olympiques
| Épreuve / Édition   | Sprint                           | Sprint                           | 15 km                            | 15 km                            | Skiathlon 2 × 15 km | 50 km | Relais | Relais    |
| Épreuve / Édition   | libre                            | classique                        | libre                            | classique                        | Skiathlon 2 × 15 km | 50 km | Sprint | 4 × 10 km |
| JO 2014 Sotchi      | —                                | Épreuve inexistante à cette date | Épreuve inexistante à cette date | 24e                              | 28e                 | 18e   | —      | 7e        |
| JO 2018 Pyeongchang | Épreuve inexistante à cette date | —                                | —                                | Épreuve inexistante à cette date | 37e                 | —     | —      | 10e       |
| JO 2022 Beijing     | —                                | Épreuve inexistante à cette date | Épreuve inexistante à cette date | 16e                              | 15e                 | —     | 8e     | 7e        |

Légende :
- : pas d'épreuve
- — : Non disputée par Baumann

### Championnats du monde
| Épreuve / Édition        | Sprint                           | Sprint                           | 10 km / 15 km                    | 10 km / 15 km                    | Skiathlon | 50 km | Relais | Relais             |
| Épreuve / Édition        | libre                            | classique                        | libre                            | classique                        | Skiathlon | 50 km | Sprint | 4 × 7,5 km / 10 km |
| Mondiaux 2015 Falun      | Épreuve inexistante à cette date | —                                | 36e                              | Épreuve inexistante à cette date | 30e       | —     | —      | 5e                 |
| Mondiaux 2017 Lahti      | —                                | Épreuve inexistante à cette date | Épreuve inexistante à cette date | 16e                              | 13e       | —     | —      | 4e                 |
| Mondiaux 2019 Seefeld    | —                                | Épreuve inexistante à cette date | Épreuve inexistante à cette date | 14e                              | 25e       | —     | —      | 8e                 |
| Mondiaux 2021 Oberstdorf | Épreuve inexistante à cette date | —                                | —                                | Épreuve inexistante à cette date | 20e       | 22e   | —      | —                  |
| Mondiaux 2023 Planica    | Épreuve inexistante à cette date | —                                | —                                | Épreuve inexistante à cette date | 18e       | 27e   | —      | 8e                 |
| Mondiaux 2025 Trondheim  | —                                | Épreuve inexistante à cette date | Épreuve inexistante à cette date | —                                | 20e       |       | —      | Argent             |

Légende :
- : première place, médaille d'or
- : deuxième place, médaille d'argent
- : troisième place, médaille de bronze
- : pas d'épreuve
- — : Non disputée par Baumann

### Coupe du monde
- Meilleur classement général : 39e en 2020.
- Meilleur résultat individuel : 8e dans une étape du Tour de ski.
- 1 podium en relais mixte : 1 troisième place.

#### Classements en Coupe du monde
| Année     | Classement général final | Classement distance | Classement sprint |
| 2013-2014 | 100e                     | 64e                 | -                 |
| 2014-2015 | 53e                      | 39e                 | -                 |
| 2015-2016 | 42e                      | 37e                 | 89e               |
| 2016-2017 | 46e                      | 39e                 | -                 |
| 2017-2018 | 47e                      | 32e                 | -                 |
| 2018-2019 | 95e                      | 62e                 | -                 |
| 2019-2020 | 39e                      | 29e                 |                   |
| 2020-2021 | 64e                      | 50e                 | -                 |

### Coupe OPA
- 3 podiums, dont 1 victoire.